# São Martinho (Alcácer do Sal)
São Martinho – sołectwo w gminie Alcácer do Sal (Portugalia). Położone na obszarze 83,86 km², zamieszkane przez 562 osób (dane z 2001). Gęstość zaludnienia: 6,7 osoby/km².